# Élise Caron
Élise Caron née le 25 août 1961 est une actrice chanteuse et auteure-compositrice franco-belge. Elle est active dans la chanson française, la chanson pour enfants, mais également dans le domaine du jazz et de la musique contemporaine.

## Biographie
Formée initialement au conservatoire à rayonnement régional de Rouen, elle part ensuite faire des études de chant au Conservatoire national supérieur de musique de Paris.
En 1999, elle joue au théâtre le rôle-titre de La Périchole de Jacques Offenbach mis en scène par Jérôme Savary.
Elle fait partie de l'Orchestre national de jazz (direction Denis Badault) de 1991 à 1994 (flûte et voix).

## Filmographie

### Cinéma
- 1980 : Cocktail Molotov de Diane Kurys
- 1998 : Jeanne et le Garçon formidable d'Olivier Ducastel et Jacques Martineau (doublage vocal de Virginie Ledoyen)
- 2009 : Un soir au club de Jean Achache
- 2010 : Des filles en noir de Jean Paul Civeyrac
- 2014 : No Land's Song de et avec Ayat Najafi

## Télévision

### Téléfilms
- 1986 : Série noire, épisode Piège à flics de Dominique Othenin-Girard

## Discographie
- Le rapatirole (ECDC, 1996)
- John Greaves/Élise Caron Chansons… (2004, avec David Venitucci, Louis Sclavis, Robert Wyatt, Vincent Courtois)
- Chansons pour les petites oreilles (2003, réédition Le Triton, 2017)
- Berceuses pour s'endormir en rêvant (2005, avec Fabien Robert, Henri Salvador, Marie de Gélis, Danielle Darrieux, Michel Graillier, Nolwenn Philippe, Gianmaria Testa, John Greaves)
- Eurydice Bis (2006, réédition Le Triton, 2017)
- Jean-Rémy Guédon/Élise Caron, Sade Songs (2006)
- Élise Caron, Lucas Gillet et Dylan Thomas, A Thin Sea of Flesh (Harmonia Mundi / Le Chant du Monde, 2009)
- Cholet-Känzig-Papaux Trio + Élise Caron & Chœur Arsys Bourgogne, Hymne à la Nuit (La Buissonne - Harmonia Mundi 2010)
- Élise Caron / Edward Perraud, Bitter Sweets (Quark, 2012)
- " Mimine et Momo" (2012, éditions benjamins media, livre CD Taille S)
- Orchestrales (Le Triton, 2016)
- Élise Caron / Edward Perraud, Happy Collapse (Quark, 2020)
- Jean-Jacques Birgé/Élise Caron/Fidel Fourneyron, L'air de rien (GRRR, 2021)

## Distinctions
- 2010 : Victoires du jazz dans la catégorie Artiste ou formation vocale française ou de production française de l'année

## Prises de position
Elise Caron, avec Jeanne Cherhal, participe au combat de Sara Najafi pour organiser un concert de chanteuses en 2013 à Téhéran. Il est interdit en Iran que des femmes chantent sur scène, devant un public mixte. Un documentaire, No Land's Song, réalisé par son frère Ayat Najafi a suivi toutes les difficultés de la démarche qui semblaient impossibles à surmonter. À la suite du Révolution verte en 2009 des artistes portent la contestation sur le plan culturel.